# Contea di Qingshui
La contea di Qingshui (清水县S, Qīngshuǐ XiànP) è una contea della Cina, situata nella provincia del Gansu.